# دیوید کمپ (دوچرخه‌سوار)
دیوید کمپ (انگلیسی: David Kemp؛ زادهٔ ۱۰ آوریل ۱۹۸۴) دوچرخه‌سوار اهل استرالیا است.